# Alleen in Berlijn
Alleen in Berlijn (Originele titel: Jeder stirbt für sich allein) is een roman uit 1947 van de Duitse schrijver Hans Fallada. De roman werd postuum uitgegeven, enkele weken na het overlijden van de auteur. De eerste Nederlandse vertaling dateert van 1949 onder de titel Ieder sterft in eenzaamheid (vertaling door Arend Theodoor Mooij) en werd heruitgebracht begin jaren 1960 onder de titel De fuhrer heeft mijn zoon vermoord. In 2010 werd de roman opnieuw in ongecensureerde versie uitgebracht (vertaling van Arend Theodoor Mooij, herzien door A. Habers) door uitgeverij Cossee onder de titel Alleen in Berlijn. In 2016 werd het boek verfilmd als Alone in Berlin.

## Verhaal
Berlijn, juni 1940. Terwijl de nazipropaganda de overwinning op Frankrijk viert, zit een echtpaar Anna en Otto Quangel in rouw in een woonkamer in een Berlijnse volkswijk omdat hun zoon gesneuveld is aan het front. Ze zijn hun vertrouwen en geloof in het regime kwijt en willen de leugens van de Führer aanklagen. Ze beginnen postkaarten met anti-naziteksten te schrijven en laten deze achter in trappenhuizen van allerlei openbare gebouwen en woonblokken. Ze proberen de mensen door hun actie wakker te schudden maar de meeste kaarten worden onmiddellijk bij de politie ingeleverd. De Gestapo zit twee jaar lang achter hen aan tot ze in 1942 gearresteerd worden. Ze worden berecht bij het Volksgerichtshof en veroordeeld wegens hoogverraad waarna Otto wordt geëxecuteerd, terwijl Anna omkomt bij een geallieerd bombardement terwijl ze in de dodencel zit.

## Achtergrond
Het boek is gebaseerd op het waargebeurde verhaal van het arbeidersechtpaar Otto en Elise Hampel. Hans Fallada verkreeg de Gestapodossiers in de herfst van 1945 van een bevriend schrijver en dichter Johannes Becher. Fallada, die kampte met persoonlijke problemen alsmede een morfineverslaving, wilde het verhaal aanvankelijk niet schrijven. In de herfst van 1946, een jaar nadat hij de dossiers gekregen had, begon hij toch aan het boek en schreef het verhaal in 24 dagen. Dit was het laatste boek dat hij schreef, Fallada overleed drie maanden later, enkele weken voor de publicatie. In werkelijkheid was het niet de zoon van het echtpaar, maar de broer van Elise die sneuvelde aan het front.
In 2010 werd in de kelders van de Duitse uitgeverij Aufbau Verlag het originele, ongecensureerde manuscript teruggevonden. Er bleek redelijk veel gecensureerd te zijn, onder meer erotische passages werden afgezwakt en het hoofdstuk over het naziverleden van Anna Quangel was geschrapt. De ongecensureerde uitgave werd heruitgebracht in Duitsland en ook opnieuw vertaald naar het Nederlands.

## Vertalingen
Het boek werd de eerste maal vertaald in 1948 in het Russisch (Иностранная литература, Каждый умирает в одиночку) en in het Zweeds (En mot alla, en een tweede maal in de ongecensureerde versie onder de titel Ensam i Berlin 2012). Vervolgens volgden er vertalingen in het Nederlands (1949), Pools (1950), Roemeens (1951), Tsjechisch (1954), Noors (1954) en Albanees (1975). De roman werd pas in 2009 voor de eerste maal naar het Engels vertaald, in de Verenigde Staten onder de titel Every Man Dies Alone en in Groot-Brittannië onder de titel Alone in Berlin, naar de Franse vertaling in 1967 (Seul dans Berlin). De roman werd een onverwachte bestseller zowel in de Verenigde Staten als in het Verenigd Koninkrijk met een verkoop van 100.000 exemplaren op drie maanden tijd.

## Verfilmingen
Jeder stirbt für sich allein werd onder de gelijknamige titel verfilmd in 1962 (tv-film, West-Duitsland) en 1975 (West-Duitsland), als driedelige miniserie uitgebracht in 1970 (Oost-Duitsland) en als Tsjechische tv-film onder de titel I ve smrti sami in 2004. In 2016 verscheen een Frans-Duits-Britse film onder de titel Alone in Berlin.